# ロバート・スターリング

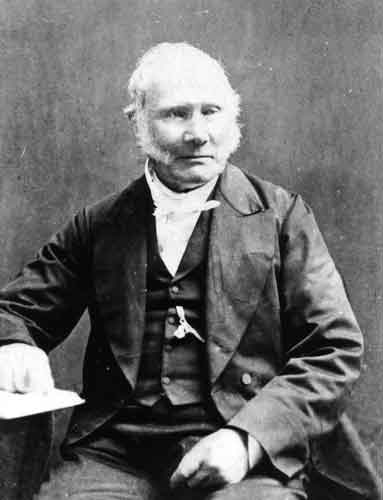
ロバート・スターリング

ロバート・スターリング（Robert Stirling, 1790年10月25日 - 1878年6月6日）は、スコットランドの牧師、発明家。1816年にスターリングエンジンを発明したことで有名。

## 経歴
ロバート・スターリングは、スコットランド・パース・アンド・キンロスのメスヴェン近郊で8人兄弟の3番目として生まれた。父親の影響で工学に興味を持ち、またグラスゴー大学、エディンバラ大学でラテン語・数学・倫理学・修辞学なども学んだが、結局神学を勉強して1816年にスコットランド教会の牧師となった。そしてすぐに、赴任した教区で多くの労働者が蒸気機関の爆発事故で怪我をしたり命を落としたりするのに直面し、心を痛めるようになった。この頃、動力源としてワット式蒸気機関が主流であったが、効率をあげる為にボイラーの高圧化が進められ、それにより爆発事故が相次いでいたのである。（なお、高圧化にはワット式蒸気機関の開発者であるジェームズ・ワット自身も反対していた。）それでも、当時は安全よりも利益が優先され、高圧化の流れが止まることがなかったため、スターリングは安全性が高く、効率的な動力源を開発することにした。そして開発されたのが、現在スターリングエンジンと呼ばれるエンジンである。これは当時「hot air engine（熱空気エンジン）」と呼ばれ（スターリング自身は「Heat Economiser（熱節約装置）」と呼んだ）、1819年に実用的なものが開発された。
その後もスターリング・エンジンなどの改良に勤めたほか、光学機器の発明などを行った。1878年、スコットランド南部のガルストンで死去。
なお、息子のパトリック・スターリング、ジェームズ・スターリングも同じく技術者である。